# Wilhelm Bachmann (Schriftsteller)
Wilhelm Bachmann (* 11. Oktober 1890 in Reetz, Kreis Arnswalde; † 11. Oktober 1958 in Duisburg-Meiderich) war ein deutscher Schriftsteller.
Bachmann wirkte ab 1911 einige Monate lang in Walsum-Aldenrade als Volksschullehrer, bevor er von 1911 bis 1919 in Sterkrade tätig war. Von 1919 bis 1921 war Bachmann als Seminarlehrer im Lehrerseminar Prenzlau und Friedeberg. Danach war er bis 1922 wieder in Sterkrade tätig und schließlich war er ab 1922 bis zu seiner Pensionierung im Jahr 1956 als Rektor in Duisburg beschäftigt. Auch nach seiner Pensionierung war er noch bis zu seinem Tod weiterhin in Teilzeit beschäftigt. Neben seiner beruflichen Tätigkeit verfasste er Erzählungen und Theaterstücke.

## Werke
- Das Lied vom Rhein. Eine epische Dichtung in 3 Teilen. W. Fieseler, Duisburg 1925.
- Ruhrsche Jonges. Ein Heimatlustspiel aus Alt-Ruhrort. J. Brendow & Sohn, Duisburg-Ruhrort 1927.
- Die versunkene Flotte. Eine Rhapsodie. H. Wessels, Oberhausen-Rhld. 1927.
- Das Gold dir am Finger. Muttergedichte. Deutscher Brücke-Verlag, Duisburg 1933 und Carl Fr. Fleischer, Leipzig 1933.
- Ruhrkampf. Ein deutscher Sang. Deutscher Brücke-Verlag, Duisburg 1933 und Carl Fr. Fleischer, Leipzig 1933.

Die versunkene Flotte und Ruhrkampf wurden nach Ende des Zweiten Weltkrieges in der Sowjetischen Besatzungszone auf die Liste der auszusondernden Literatur gesetzt.

## Herausgeberschaft
- Die Brücke, Duisburg 1929 (herausgegeben zusammen mit Carl Hanns Erkelenz).
- Das Mutterbuch, Cleve [u. a.] 1930 (herausgegeben zusammen mit Carl Hanns Erkelenz).
- Augustin Wibbelt, Essen 1932.